# Jadwiga Staniszkis

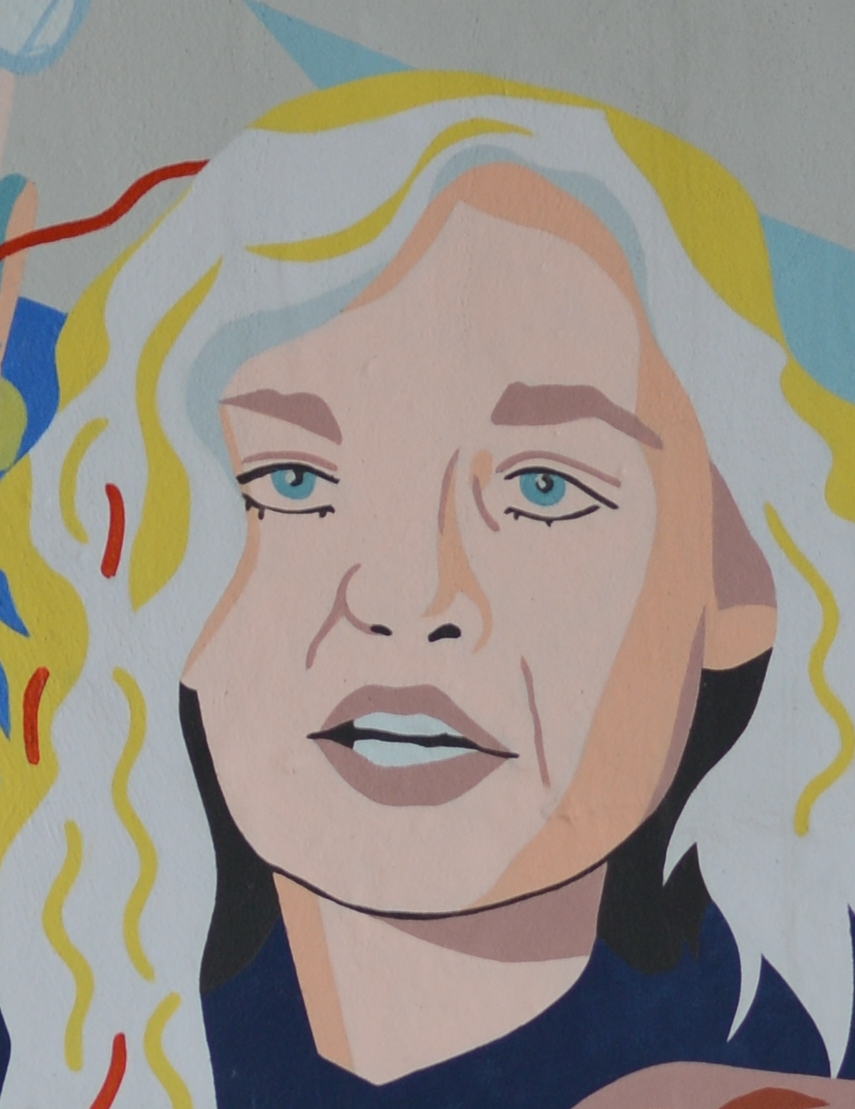
Wizerunek Jadwigi Staniszkis na muralu „Kobiety Wolności” w Gdańsku

Jadwiga Maria Staniszkis (ur. 26 kwietnia 1942 w Warszawie, zm. 15 kwietnia 2024) – polska socjolog, profesor nauk humanistycznych (1992), od 1992 profesor Uniwersytetu Warszawskiego, laureatka Nagrody Fundacji na rzecz Nauki Polskiej (2004); publicystka.

## Życiorys
W 1965 r. ukończyła studia w Sekcji Socjologicznej Wydziału Filozoficznego Uniwersytetu Warszawskiego. W 1971 obroniła doktorat (książka Patologie struktur organizacyjnych: próba podejścia systemowego napisana na podstawie pracy doktorskiej dostała nagrodę im. Ossowskiego w 1976), zaś w 1978 uzyskała stopień naukowy doktora habilitowanego nauk humanistycznych w dziedzinie socjologii. 20 października 1992 otrzymała tytuł naukowy profesora nauk humanistycznych.
Po ukończeniu studiów pracowała w Instytucie Socjologii UW. Należała do grona młodych asystentów (obok m.in. Waldemara Kuczyńskiego, Marcina Króla, Andrzeja Mencwela czy Aleksandra Smolara), którzy wspólnie z cenionymi profesorami (m.in. Zygmuntem Baumanem, Włodzimierzem Brusem, Leszkiem Kołakowskim, Tadeuszem Kotarbińskim czy Marią Ossowską) oraz aktywnymi politycznie studentami (tzw. komandosami, m.in. Sewerynem Blumsztajnem, Teresą Bogucką, Janem Lityńskim, Adamem Michnikiem i Henrykiem Szlajferem) organizowali intelektualne życie polityczne na Uniwersytecie Warszawskim w postaci odbywających się często w warunkach konspiracyjnych spotkań dyskusyjnych i seminariów. W ramach tak zorganizowanego środowiska uczestniczyła w wydarzeniach marcowych w 1968 r. Za udział w protestach studenckich spotkały ją represje w postaci zwolnienia z pracy na Uniwersytecie i dziewięciomiesięcznego aresztu.
Po zwolnieniu z pracy kontynuowała działalność naukową. Pracę doktorską zaczęła pisać jeszcze w czasie aresztowania, a obroniła ją pracując jako nauczycielka w szkole pielęgniarskiej. Do pracy w Instytucie Socjologii przywrócono ją dopiero w 1981 r. Wcześniej, w sierpniu 1980 została zaproszona przez Międzyzakładowy Komitet Strajkowy w Gdańsku do udziału w negocjacjach ze stroną rządową. Weszła w skład Komisji Ekspertów MKS. Po zawarciu porozumień sierpniowych i utworzeniu NSZZ „Solidarność” doradzała związkowcom. Po wprowadzeniu stanu wojennego wykładała we Wszechnicy Solidarności i publikowała w prasie podziemnej. Pokłosiem jej doświadczenia w NSZZ „Solidarność” jest Poland’s self-limiting revolution (1984), monografia w języku angielskim o samoograniczającej się rewolucji, która w 2010 r. została wydana w języku polskim.
Wykładała na Wydziale Filozofii i Socjologii Uniwersytetu Warszawskiego (Zakład Socjologii Pracy i Organizacji Instytutu Socjologii) oraz w Wyższej Szkole Biznesu – National-Louis University w Nowym Sączu (Zakład Studiów Politycznych na Wydziale Studiów Politycznych). Pracowała w Instytucie Studiów Politycznych Polskiej Akademii Nauk, zasiadała w Komitecie Socjologii PAN. Wykładała też na uczelniach zagranicznych, m.in. w UCLA, na Uniwersytecie Harvarda, Uniwersytecie Michigan, a także w Chinach, Japonii i Tajwanie. Była też stypendystką w Wilson Center w Waszyngtonie.
Zajmowała się głównie szeroko pojętą socjologią polityki, a także socjologią ekonomiczną i socjologią organizacji. W sferze jej zainteresowań znajdowały się problemy transformacji politycznej, gospodarczej i społecznej w Polsce oraz Europie Środkowej i Wschodniej, teorii realnego socjalizmu i postkomunizmu, a także globalizacji.
Jej wczesne książki nie zostały opublikowane w Polsce. Pierwsza z nich dotycząca dialektyki społeczeństwa socjalistycznego została przetłumaczona w Japonii, a polski manuskrypt zaginął po skonfiskowaniu przez SB. Druga książka o samoograniczającej się rewolucji pierwszej Solidarności została napisana od razu po angielsku, ukazała się w Stanach Zjednoczonych, a dwa lata wcześniej została przetłumaczona we Francji. Jednak nie przetłumaczono jej długo na język ojczysty, jako zbyt krytycznej wobec „mitu” Solidarności (co było jednocześnie przyczyną, dla której komunistyczne władze pozwoliły na jej przewiezienie za granicę) – polskie tłumaczenie ukazało się w 2010 r. Podobnie kontrowersyjną i nieprzetłumaczoną na język polski książką jest jej analiza dynamiki przemian polityczno-ekonomicznych w Polsce.
Po polsku zaczęła publikować wraz z rozpoczęciem procesu transformacji ustrojowej: Ontologia socjalizmu (1988), Postkomunizm (2000), Władza globalizacji (2003), O władzy i bezsilności (2006). Była również autorką artykułów ukazujących się w prasie polskiej, poruszających istotne problemy społeczne i polityczne. Obserwowała i komentowała polskie życie polityczne. Jej nieraz kontrowersyjne opinie (m.in. wieloletnia krytyka stanu przemian i kultury politycznej w Polsce) stanowiły komentarz do bieżących wydarzeń. Jako ekspertka pojawiała się w radiu, telewizji i prasie (była stałą felietonistką tygodników „Wprost” i „Ozon”). Publikowała także w tygodniku „W Sieci”.

## Życie prywatne
Była córką Marii Staniszkis, adwokat i radcy prawnej oraz Witolda Wincentego Staniszkisa, siostrą Witolda Kazimierza Staniszkisa i wnuczką Witolda Teofila Staniszkisa. Jej pierwszym mężem był Marek Lewicki. W latach 70. jej partnerem życiowym był Ireneusz Iredyński. Następnie mężem, przez 15 lat, był politolog Michał Korzec. Mieszkali w Podkowie Leśnej. Miała córkę Joannę.
W 2021 r. wycofała się z publicznej działalności. W listopadzie 2023 w wywiadzie dla portalu wprost.pl, jej córka Joanna ujawniła, że matka zmaga się z szybko postępującą chorobą Alzheimera.
Jej wnuczką jest Zuzanna Czapska, olimpijka z igrzysk olimpijskich w Pekinie (2022) w narciarstwie alpejskim.
Zmarła 15 kwietnia 2024. Spoczęła 25 kwietnia 2024 na cmentarzu w Podkowie Leśnej.

## Poglądy polityczne
Sympatyzowała z Prawem i Sprawiedliwością. Przed wyborami prezydenckimi przeprowadzonymi w 2010 roku stwierdziła publicznie, iż Jarosław Kaczyński jest według niej najlepszym kandydatem na stanowisko głowy państwa. Scharakteryzowała go następującymi słowami:

Jest bardzo dobry. Jest człowiekiem, który ma wolę i inteligencję. Ma bardzo skomplikowaną stronę uczuciową i dlatego wszyscy mężczyźni, którzy z nim pracują, boją się go, a wszystkie kobiety, które go znają, chcą się nim opiekować.

Wielokrotnie krytykowała Platformę Obywatelską; mówiła m.in. o tym, że rząd Donalda Tuska jest „najgorszym i najmniej kompetentnym rządem w historii Polski” (2012). Podsumowując rok 2011, Staniszkis powiedziała:

Ten rok został zmarnowany, szczególnie w końcówce. Mieliśmy do czynienia z biernością większości Platformy i z działaniami premiera, które określam mianem putinizacji. Mam na myśli arbitralność decyzji, stosunek do procedur prawnych i demokracji. (...) Ten rząd nie ma woli dokonywania zmian. To jest podział łupów.

Po objęciu przez Prawo i Sprawiedliwość władzy po wyborach parlamentarnych przeprowadzonych w 2015 roku stwierdziła, że jest rozczarowana polityką prowadzoną przez Jarosława Kaczyńskiego i rząd Beaty Szydło:

Rozczarowałam się. Gdy PiS był słabszy politycznie, wydawał się być sprawniejszą partią. Poza tym wydawało mi się, że priorytetem dla niego będzie konieczność wyrwania się z rozwoju zależnego oraz wzmocnienie kraju poprzez walkę z korupcją, poprawę instytucji państwowych, odejście od upartyjniania kraju. Tego oczekiwałam, liczyłam, że takie wnioski PiS wyciągnął po pierwszym okresie swoich rządów w latach 2005–2007. Ale widzę, że się pomyliłam. Z tamtego okresu pozostała koncepcja wroga i bardziej systematyczny skok na państwo, z uznawaniem prawa jako przeszkody.

Niepotrzebne jest zawłaszczanie państwa. Te działania są znakiem niesamowicie archaicznej koncepcji władzy, przekonania, że władzę ma się wówczas, gdy ktoś się nas boi, a sama władza to przede wszystkim kwestia statusu, widoczność, symbole, pokazywanie, że można sobie pozwolić na wiele i nikt nie może tego przerwać. Porażające są dwie rzeczy – po pierwsze fakt, że ktoś, kto dzisiaj zajmuje się polityką, tak może rozumieć władzę, bo władza to przede wszystkim zdolność uzyskiwania założonych celów. A po drugie, że to się ludziom podoba. (...) PiS ośmielił lumpiarstwo – ludzi, którzy na co dzień wystają na placach małych miasteczek bez żadnych perspektyw. Ich agresja znalazła racjonalizację.

Zmieniła też swoją ocenę Jarosława Kaczyńskiego: 

Przede wszystkim nie spodziewałam się, że Jarosław Kaczyński dopuści do takiej sytuacji. Dziś widzę, że błędnie założyłam, że inteligentny człowiek w ten sposób się nie zachowuje. Nie brnie w pułapki, pamięta, że wprowadzanie zmiany wymaga elastyczności. I szanuje wolność. Własną i innych.

## Nagrody, odznaczenia, upamiętnienia
- Krzyż Komandorski Orderu Odrodzenia Polski za wybitne zasługi w działalności na rzecz przemian demokratycznych w Polsce, za osiągnięcia w pracy zawodowej i społecznej (2006)[29]
- Krzyż Kawalerski Orderu Odrodzenia Polski za wybitne osiągnięcia w pracy naukowej i dydaktycznej oraz w działalności organizacyjnej (2000)[30]
- Nagroda Fundacji na rzecz Nauki Polskiej za badania nad procesem transformacji Polski i świata (2004)
- W 2019 jej wizerunek znalazł się na muralu „Kobiety Wolności” na stacji PKM Strzyża w Gdańsku[31].

## Publikacje
- Patologie struktur organizacyjnych. Próba podejścia systemowego, Zakład Narodowy im. Ossolińskich, Wrocław 1972.
- Antynomie organizacji, Instytut Organizacji i Kierowania, Warszawa 1978 [nakład zniszczony].
- Cykle ekonomiczno-polityczne w Polsce, Wszechnica Robotnicza „Solidarność”, Warszawa 1981.
- „ポーランド社会の弁証法” (Pōrando Shakai No Benshōhō, The dialectics of socialist society: Polish case) przetłumaczona z manuskryptu w angielskim na japoński. Tokio: Iwanami Shoten, 1981. Nr. 66 Serii Gendai Sensho (Nauka Współczesna).
- „Solidarność” wobec aktualnych zagrożeń [współautor: Tomasz Stankiewicz], Wszechnica Robotnicza „Solidarność”, Warszawa 1981.
- Pologne. La révolution autolimitée, Presses universitaires de France, Paris 1982.
- Poland’s Self-Limiting Revolution, Jan Tomasz Gross (red.), Princeton University Press, Princeton, New Jersey 1984.
- Stabilizacja bez uprawomocnienia. Dwa eseje, Wydawnictwo Wers, Warszawa–Wrocław 1987.
- Ontologia socjalizmu, Wydawnictwo Krąg 1988 [wyd. 2: Wydawnictwo in Plus, Warszawa 1989; wyd. 3: Ośrodek Myśli Politycznej: Wydawnictwo Dante; Nowy Sącz: Wyższa Szkoła Biznesu – National-Louis University, Kraków 2006].
- The Dynamics of the Breakthrough in Eastern Europe. The Polish Experience, tłumaczenie: Chester A. Kisiel, przedmowa: Ivan Szelenyi, University of California Press, Berkeley, California 1991.
- The Ontology of Socialism, redakcja i tłumaczenie: Peggy Watson, Clarendon Press, Oxford University Press, Oxford, New York 1992.
- Continuity and change in post-communist Europe, Netherlands Institute of International Relations „Clingendael”, The Hague 1992.
- Post-communism: Emerging Enigma, tłumaczenie: Jadwiga Staniszkis, Vera Rich, Institute of Political Studies, Polish Academy of Sciences, Warsaw 1999; wyd. czeskie: Postkomunismus: zrod hádanky, z anglického originálu přeložil Pavel Pšeja, Centrum pro studium demokracie a kultury, Brno 2006.
- Postkomunistyczne państwo. W poszukiwaniu tożsamości, Instytut Spraw Publicznych, Warszawa 2000.
- Postkomunizm. Próba opisu, wydawnictwo słowo/obraz terytoria, Gdańsk 2001 [wyd. 2: 2005].
- Władza globalizacji, Wydawnictwo Naukowe Scholar, Warszawa 2003.
- Zwierzę niepolityczne. Zbiór artykułów naukowych, publicystycznych oraz felietonów z lat 1970–2001, red. Jerzy Brzeziński i Piotr Chuchro, Fundacja Pomocy Antyk, Wydawnictwo Antyk – Marcin Dubowski, Warszawa 2003.
- To nie to – nie tak miało być. Jadwiga Staniszkis, Kazimierz Kutz w rozmowie z Jerzym Macem, Dom Wydawniczy „Ego”, Warszawa 2004.
- Szanse Polski. Nasze możliwości rozwoju w obecnym świecie [Jadwiga Staniszkis w rozmowie Andrzeja Zybały], Rectus, Komorów k. Warszawy 2005.
- O władzy i bezsilności, Wydawnictwo Literackie, Kraków 2006; wyd. czeskie: O moci a bezmoci, z polskiego oryginału tłumaczył: Jiří Ogrocký, Centrum pro studium demokracie a kultury, Brno 2009.
- Ja. Próba rekonstrukcji. Sierpień–październik 2007, Wydawnictwo Prószyński i S-ka, Warszawa 2008.
- Antropologia władzy. Między Traktatem Lizbońskim a kryzysem, Wydawnictwo Prószyński i S-ka, Warszawa 2009.
- Staniszkis: Życie umysłowe i uczuciowe [z Jadwigą Staniszkis rozmawia Cezary Michalski], Wydawnictwo Czerwone i Czarne, Warszawa 2010.
- Samoograniczająca się rewolucja, tłum. Marek Szopski, Europejskie Centrum Solidarności, Gdańsk 2010.
- Wschód i zachód. Spotkania [współautor Artur Cieślar], Wydawnictwo Literackie, Kraków 2011.
- Zawładnąć! Zarys procesualnej teorii władzy, Wydawnictwo Naukowe Scholar, Warszawa 2012.
- Sekularyzacja myślenia politycznego w Rosji [współautorzy: Konrad Świder, Włodzimierz Marciniak], Instytut Studiów Politycznych Polskiej Akademii Nauk, Warszawa 2016.